# Wycior

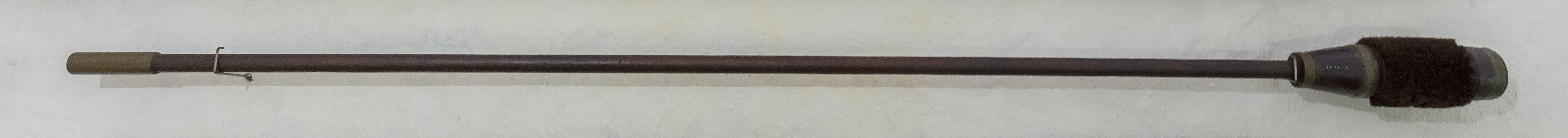
Wycior artyleryjski

Wycior – przyrząd przeznaczony do czyszczenia wnętrza długich wąskich przestrzeni (np. przewodu lufy, fajki, komina itp.).
Wyciory przybierają zróżnicowane formy w zależności od potrzeb. Mogą być sztywne lub elastyczne, o różnym przekroju poprzecznym, najczęściej podłużne i z reguły zakończone otuliną lub szczotką. Popularnie wykorzystywane zwłaszcza w rusznikarstwie i kominiarstwie.